# Phelliactis somaliensis
Phelliactis somaliensis is een zeeanemonensoort uit de familie Hormathiidae.
Phelliactis somaliensis is voor het eerst wetenschappelijk beschreven door Carlgren in 1928.